# Devlet Hava Meydanları İşletmesi
Die Devlet Hava Meydanları İşletmesi („Betrieb der Staatlichen Flugplätze“, Abkürzung DHMİ) ist die türkische Behörde, die für den Betrieb der zivilen Flughäfen und Flugplätze sowie für die zivile Flugsicherung zuständig ist. Die DHMİ ist Eigentümerin der Flughäfen; als Eigentümerin hat sie den Betrieb an den größeren Flughäfen mittels Konzessionen teilweise an private Flughafenbetreiber vergeben, agiert aber weiterhin auch selbst als Betreiberin bei den kleineren Flugplätzen. Die DHMİ ist eine sogenannte „Öffentliche Wirtschaftseinrichtung“ (Kamu İktisadi Kuruluşu, KİK) und besitzt eine Monopolstellung.
Die DHMİ besteht seit dem 20. Mai 1933 unter verschiedenen Namen. Sie ist Mitglied der International Civil Aviation Organization, European Organisation for the Safety of Air Navigation und Airports Council International.